# Ameloctopus litoralis
Ameloctopus litoralis (лат.) — вид головоногих моллюсков из семейства обыкновенных осьминогов (Octopodidae), типовой и единственный в роде Ameloctopus. Обитает у северного побережья Австралии.

## Описание
У Ameloctopus litoralis отсутствует чернильный мешок, сифон рудиментарен, у него удлинённые щупальца, которые он может отбрасывать в случае опасности (автотомия).

## Образ жизни
Ameloctopus litoralis скрывается в укрытиях на небольшой глубине, включая литораль. Он кормится, вытягивая щупальца из убежища или добывает пищу ночью во время отливов, ползая по обнажившейся литорали.

## Размножение
Самки откладывают крупные яйца. Значит, личинки живут в бентосе и не могут перемещаться на большие расстояния.

## Распространение
Встречается вдоль побережья северной Австралии от южного Квинсленда до северо-запада Западной Австралии.